# Korenizația
Korenizația (în limba rusă: коренизация - "indigenizarea") a fost numele politicii naționale sovietice  promovată în special în deceniul al treilea al secolului trecut, cu elemente care au continuat și în anii următori. În principal a fost vorba de promovarea reprezentanților națiunilor titulare ale republicilor sovietice și ai minorităților etnice din unitățile administrative de rang inferior în funcții de conducere în guvernele locale, birocrația de stat și în nomenklatură din respectivele entități naționale. Termenul derivă de la rusescul "коренное население" ("populație indigenă"). 
Principalele obiectivele declarate ale acestei politici vizau în special anumite regiuni înapoiate din punct de vedere economic și cultural din fostul Imperiu Rus, armonizarea relațiilor dintre regimul sovietic și populațiile neruse prin întreprinderea unor măsuri etnice și naționale care se adresau maselor largi de indigeni. Korenizația implica introducerea limbilor locale în toate sferele vieții publice și utilizarea la maxim a limbilor locale, în mod special în învățământ, publicații, cultură și, cel mai important, în guvernare și în cadrul organizatiilor naționale ale Partidului Comunist. În afara de promovarea în funcții de conducere a unor cadre locale din rândul națiunilor titulare, rușilor care serveau în conducerile regionale li se cerea să învețe limbile locale și să le folosească în treburile publice.

## Implementarea politicii de indigenizare

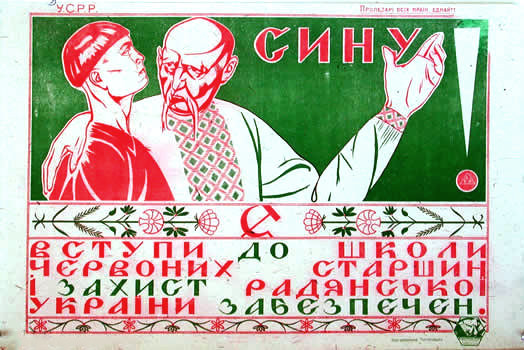
Ucrainizarea a fost versiunea korenizației în RSS Ucraineană. Afișul de recrutare din 1921 pentru o școală militară era împodobit cu elemente naționale ucrainiene. Textul, în ucraineană se traduce prin: „Fiule! Înrolează-te în școala Comandanților roșii, iar apărarea Ucrainei Sovietice va fi asigurată". Școala Comandanților roșii din Kiev a fost organizată pentru a instrui tinerii în meseria militară pentru Armata Roșie.

Politica naționalităților a fost formulată de partidul bolșevic în 1913, cu patru ani mai înainte de cucerirea puterii politice în Rusia. Lenin l-a trimis pe Stalin, georgian de origine, la Viena, care la vremea aceea era un oraș foarte diversificat din punct de vedere etnic. Stalin a trimis superiorilor săi din partid raportul cu ideile sale asupra problemei. În mod ironic, Stalin avea să fie principalul adversar al politicii de indigenizare din deceniul al patrulea și principalul promotor al rusificării. 
În timpul guvernării lui Lenin a fost inițiată o politică de indigenizare care să vizeze multele etnii neruse care locuiau pe întinsul fostului Imperiu Rus, cu scopul vădit de internaționalizare a mișcării comuniste. Noua linie politică promovată de bolșevici încuraja cetățenii Uniunii să învețe carte în limba maternă. Documentele guvernamentale au fost traduse în limbile locale, elitele locale au fost promovate în funcții de conducere ale entităților naționale și chiar în guvernul central. Odată cu promovarea localnicilor în sovietele regionale, au fost create și așa-numitele „națsoviete” (soviete naționale) din propriile „națraioane” (regiuni naționale) bazate pe concentrările minorităților din republicile unionale.  De exemplu, în Ucraina deceniului al treilea funcționau nățsoviete pentru rușii și estonii din republică. 
În acelădi timp, korenizația a fost aplicată și în învățământ, medicină și cultură. 
Această politică a fost menită să inverseze pe cât era cu putință decenii de rusificare și de oprimare a culturilor naționale neruse, care avuseseră loc în perioada țaristă. Korenizația ar fi trebuit să ajute guvernul să-și exercite influența asupra numeroaselor minorități entice de pe tot cuprinsul țării. În 1923, Stalin identifica două tendințe, care puteau amenința succesul partidului și a politicii sale naționale: șovinismul velicorus (al Rusiei Mari) și naționalismul local.  Stalin descria șovinismul rus ca pe o atitudine arogant-disptrețuitoare și lipsită de inimă a birocrației și a oficialilor ruși sovietici față de nevoile și cererile republicilor naționale. Stalin trăgea concluzia că principala sarcină a partidului era combaterea viguroasă a supraviețuitorilor șovinismului velicorus. Mai mult chiar, el aprecia că rușii înșiși trebuiau să fie principalul grup interesat de controlarea șovinismului velicorus, pentru mai importantul obiectiv al construirii socialismului. 
În perioada inițială a korenizației, s-au dezvoltat unitățile național-administrative și culturile naționale și învățământul în limba maternă..  Pentru un număr de mici naționalități din Rusia care nu aveau o limbă scrisă, a fost creat un „Comitet pentru ajutorarea popoarelor frontierei nordice”, care a fost însărcinat cu crearea de alfabete pentru limbile naționale, care să ajute la alfabetizarea localnicilor în propriile lor limbi. O asemenea acțiune ar fi trebuit să scoată popoarele și naționalitățile din starea lor de înapoiere.
În întinsa Ucraină, programul ucrainizării a dus la o schimbare profundă a limbii de predare în școlile din republică, de la rusă la ucraineană. Limba rusă a devenit materie facultativă de studiu în școlile ucrainiene de-abia în 1938. 
Se presupune că această măsură avea legătură cu războiul care părea că se apropie, care făcea necesar pentru tinerii viitori soldați ai Armatei Roșii să cunoască limba rusă – singura limbă de comandă din armata sovietică. În 1939, guvernul sovietic a impus adoptarea afabetului chirilic de aproape toate popoarele neruse, inclusiv în cazul limbilor din Asia Centrală, care au primit în deceniul al treilea alfabete latine, care să-l înlocuiască pe cel arab.
Pe la sfârșitul deceniului al patrulea al secolului trecut, odată cu declanșarea primelor epurări staliniste, politica de indigenizare a ajuns la un punct de cotitură, politica de promovare a limbilor locale fiind contrabalansată de o mai pronunțată „rusianizare”. La sfârșitul deceniului al patrulea, conducerea uniunii părea că este dornică să restrângă numărul naționalităților recunoscute oficial pentru recensământul din 1939, comparativ cu lista din recensământului din 1926.  Dezvoltarea „școlilor naționale”, în care limbile de predare erau limbile materne ale diferitelor naționalități a continuat, în același timp introducându-se studierea obligatorie a limbii ruse. Politica de indigenizare (korenizația) a încetat să  mai existe în a doua jumătate a deceniului al patrulea, fiind înlocuită de expresii mult mai birocratice precum „selecția și plasarea cadrelor naționale” (подбор и расстановка национальных кадров).